# Лактатна ацидоза
Лактатна ацидоза, лактична ацидозе, млечно-киселинска ацидоза је метаболичка ацидоза, праћена порастом нивоа лактата више од 5 mmol/L и смањењем pH плазме, услед накупљања млечне и пирувичне киселине. Млечна киселина је, у нормалним условима, крајњи производ анаеробног распада глукозе у ткивима. Лактат излази из ћелије и транспортује се у јетру, где оксидацијом поново прелази у глукозу. У условима смањене оксигенације ткива, млечну киселину организам користи у анаеробном циклусу за производњу енергије. Тако у условима дужег, упорног недостатка кисеоника и неспособности организма да амортизује овај поремећај (било због хроничне дисфункције или прекомерне продукције), настаје лактатна или млечна ацидоза.
Лактатна ацидоза се развија углавном у старијих особа са хроничном инсуфицијенцијом бубрега или јетре, типом 2 шећерне болести, који се лече бигванидима, након тровања лековима или токсичним супстанцама... Морталитет код овог поремећаја је висок и достиже 30% (по другим ауторима 50–80%). Како се сумња да је један од узрок лактатне ацидозе употреба фенформина, његова употреба је скоро сасвим напуштена.

## Историја
На прелазу у 20. века, многи лекари указали су на појаву да тешко оболеле особе у критичном стању могу испољити знаке метаболичке ацидозе у присуству кетона или других мерљивих анјона. 
У 1925, Клаусен је идентификовао акумулацију млечне киселине у крви као могући узрок поремећаја ацидо-базне равнотеже. Неколико деценија касније, Хакаби (Huckabee's) је открио да млечна ацидоза често прати озбиљне (тешке) болести и да је ткивна хипоперфузија (смањена прокрвљеност) у основи патогенезе лактатне ацидозе. 
У својој монографији из 1976. године, Коен и Вудс (Cohen and Woods) класификовали су узроке лактатне ацидозе према присуству или одсуству адекватне оксигенације ткива.

## Основни појмови
Лактат или млечна киселина
Лактат, млачна киселина или 2-хидрокси пропанска киселина, је хемијско једињење које се ствара путем неколико биохемијских процеса. По структури је карбоксилна киселина која осим што садржи карбоксилну групу (-COOH), такође садржи и хидроксилну групу (-OH) и то на атому угљеника који је суседан карбоксилној групи. Због тога се лактат или млечна киселина сврстава и у групу алфа хидроксилних киселина (AHA).
Нормална концентрација лактата у крви
У здравих пацијената концентрација лактата се креће од 1 до 0,5 mmol/L. Оболела особа са критичним (хроничним) болестима са сниженим ризиком за евентуалну појаву ацидозе, може се сматрати она која има нормалне или концентрације лактата у крви, које су мање од 2 mmol/L.
Хиперлактемија
Хиперлактемија се дефинише као благо до умерено и трајно повећање концентрације лактата (2 до 4 mmol/L) без метаболичке ацидозе, 
Лактатна ацидоза
Лактатна ацидоза је стање које се карактерише упорним повећањем нивоа лактата у плазми (обично > 4 до 5 mmol/L), које је удружено са метаболичком ацидозом.Повишени нивои лактата, обично се јављају као маркери неадекватне ткивне перфузије уз истовремено померање метаболизма ка повећаном анаеробном метаболизму. Може бити присутна и код пацијената код којих не постоји системска хипоперфузија, па треба узети у обзир и могуће индивидуалне разлике између пацијената, па тако само повишен ниво лактата не може да пружи дефинитивну потврду присуства болести, њене тежине или прогнозе.

## Епидемиологија
О глобалној учесталости лактатне ацидозе нема много података у саопштењима. Овај поремећај јавља се ретко, или ретко препознаје, јер се најчешће јавља код болесника који су у терминалној фази болести. 
У току 1976. и 1979. године, на глобалном нивоу лактатна ацидоза, на годишњем нивоу, регистрована је код око стотинак случајева.
Лактатна ацидоза јавља се у 10% болесника са шећерном болешћу према дијагностичким критеријумима за дијабетесну кетоацидозу, и то услед хипоксије настале због сепсе, застојне срчане инсуфицијенције и хипотензије услед дехидратације, повећане вискозности крви, дијабетесне микро и макроангиопатије.
Симптоматска хиперлактатемија је често повезан и са антиретровиралном терапијом У великој студији спроведеној код одраслих инфицираних особа вирусом хумане имунодефицијенције (ХИВ), хиперлактемија је дијагностикована у 64 пацијената. Инциденца лактатне ацидоза код тих болесника била је 18,3 на 1.000 особа годишње, код болесника на антиретровирусној терапији и 35,8 на 1.000 особа годишње који су користили ставудин (д4Т).
Стопа смртности код лактатне ацидозе је висока, и креће се од 70% до 80%, на укупан број оболелих лица.

## Етиологија
Пад волумена испорученог кисеоника ћелијама може довести до повећаног утрошка кисеоника из артеријске крви. То утиче на рад срца који у условима смањене оксигенације, појачаним срчаним излазом, настоји да компензује недостатке кисеоника у капиларној мрежи, што у крајњем исходу умногоме зависи од способности појединих органа да активностима сопствене капиларне мреже покушају да смање „удаљеност“ између капилара и ћелија. Са озбиљним смањењем транспорта кисеоника, компензациони механизми увећаног доток кисеоника постају недовољни да очувају физиолошко стање аеробног метаболизма. У таквим условима ћелије морају користе анаеробне изворе енергије за производњу аденозин трифосфата (АТР), што доводи до хиперпродукција лактата и јона водоника (Н+).
Као најчешћи узрок лактатне ацидозе наводи се лоша перфузија (прокрвљеност), која настаје у различитим шокним стањима узрокованих ткивном хипоксијом. У исхемијом угроженим ткивима као што су скелетни мишићи (и, мање значајно, црева, еритроцити и мозак), продукција лактата се убрзава, уз истовремени пад потрошње лактата од стране јетре, бубрега, и миокарда. Акумулација лактата ремети нормално уравнотежен ниво лактата у серуму, надвладавајући капацитете пуферских система што резултује ацидозом.
Најчешћи узроци лактатне ацидозе могу бити: хипертензија, шок, инсуфицијенција јетре, лечење бигванидима. (фенформин), примена мешаних раствор фруктозе и етанола, тровање салицилатима и метил алкохолом итд. 
Лактатна ацидоза као метаболички показатељ шокног стања
Метаболички шок, као клинички синдром, настаје услед неравнотеже између захтева ткива за кисеоником и снабдевања ткива кисеоником. Нарушено допремање кисеоника је основни проблем у хиповолемијском, кардиогеном, дистрибутивном (септичком) и опструктивном (тампонада срчане кесе, пнеумоторакс) и другим формама шока. Када се јави хипоксија у ткивима, у њима се се смањује оксидација пирувата, повећава производња лактата а формирање АТР наставља се преко процеса гликолизе. Количина произведеног лактата највероватније је у корелацији са укупним мањком кисеоника, величином хипоперфузије (смањене прокрвљености) и тежином шока. 
Хиперлактемија и млечна ацидоза у сепси
Пацијенти код којих сед развије тешка сепса или септички шок најчешће показују хиперлактемију и лактатну ацидозу. Патофизиологија сепсе и њена повезаност са лактатном ацидозом и данас није добро изучена. Повећана производња лактата током анаеробног и аеробног метаболизама и смањени ниво лактата вероватно су разлог хиперлактемије. Пацијенти са септичким шоком имају у плазми; лактате чија је вредност више од 5 mmol/L, лактата са пируватним односом који је већи од 10-15:1, и артеријским пХ мањим од 7,35.
Након реанимације септичког шока, неки пацијенти настављају да и даље показују хиперлактемију (2-5 mmol/L лактата), док пХ крви има нормалне или лако повишене (алкалне) вредности. Ови пацијенти испољавају знаке повећане потрошње кисеоника, инсулинску резистенцију, излучивање уреје и азота мокраћом, и нормалан лактатно-пируватни однос. Хиперлактемија се у овим условима вероватно јавља због повећане производње пирувата и лактата. Овај поремећај познат је по називом „стрес хиперлактемија“.
Механизам лактатне ацидозе у септичком шоку су непознати. Неколико студија показало је повишен лактатно-пируватни однос у септичком шоку, што упућује на ткиву хипоксију као могући узрок лактатне ацидозе. Међутим, други истраживачи су документовали појаву хиперлактемије у одсуству хипоксије.
Додатни могући механизми за хиперлактемија укључују активацију гликолизе и инхибиције пируват дехидрогеназе. Неки истраживачи су приметили да болесници са сепсом имају пре смањен клиренс лактата, него повећану производњу лактата. Утврђено је да скелетни мишићи и ткиво плућа произведе лактате током сепсе. Стога, хиперлактемија може бити секундарни поремећај због повећане продукције лактата у цревима, јетри, плућима, и скелетним мишића; смањеног садржаја клиренса лактата у јетри, или комбинацијом оба фактора. Ипак, други истраживачи сматрају да хиперлактемија може настати као секундарна реакција због ниских вредности пируват дехидрогеназе у скелетним мишићима под утицајем инфламаторних медијатора, пре него због ткивне хипоксије.
Хиперлактемија код пацијената са сепсом може се сматрати и као маркер озбиљности одговор на новонастао стрес. Хиперлактемија се може евентуално развити и као производ укупног односа између брзине гликолизи и тежине сепсе. Ово може бити адаптивни механизам домаћина осмишљен да обезбеди ефикасно производњу енергије као одговор на тежак стрес.
Лимитирана лактатна ацидоза као показатељ ткивне перфузије
Употреба лактата као индекса ткивне перфузије има неколико ограничења. Болести јетре изазивају смањену способност да уклоне вишак лактата током периода повећане производње. Разни узроци Тип Б лактатне ацидозе могу се са јавити са хиперлактемијом и лактатном ацидозом у одсуству перфузије ткива. Да би се догодило значајно повећања лактатне киселине у крви лактат мора бити „пуштен“ у системску циркулацију и стопа производње мора прећи апсорпциону способност јетре, бубрега, скелетних мишића. Стога, регионална хипоперфузије ткива може бити присутна и упркос нормалним концентрацијама лактата.
Нивои лактата могу такође заостати неколико сати након што транспорт кисеоника прешао критични праг. Неки пацијенти могу да остваре значајан ниво разлике у кисеоника пре него што лактати почну да се повећавају. Доказано је да мешовито венско засићење може пасти испод 50% пре него што се у серуму евидентира хиперлактатемија.
Лактатна ацидоза у болестима
Лактатна ацидоза јавља са и као пратећи чинилац, основних болести, позната и као тип Б1 лактатна ацидоза, која је идентификована код шећерне болести, цревне исхемије, тешке сидропеничне анемије, болести јетре, алкохолна кетоацидозе, панкреатитиса, малигнитета (леукемија, лимфома, рака плућа), инфекција, бубрежне инсуфицијенције, конвулзија, топлотног удара, феохромоцитома, недостатка тиамина, синдрома кратких црева, и других болести праћених нарушеном апсорпцијом угљених хидрата. Као и код особа са урођеним променама у метаболизму (глукоза-6-фосфатазе (вон Гиерке болест), недостатак фруктоза-1,6-дифосфатазе, недостатак пирувата, недостатак карбоксилазе, недостатак пируват дехидрогеназе, поремећај оксидативне фосфорилацију, и метхилмалонична ацидурија.
Млечна ацидоза се ретко може јавити и у Меласовом синдрома (митохондријална енцефалопатије, лактатна ацидоза...), који изгледа да је изазван тачкастом мутацијом митохондријалне ДНК у tRNALeu (UUR) гену. Овај синдром се карактерише мигреничним главобољама, деменцијом, губитком слуха, атаксијом, и епизодама повраћања.
Укупна учесталост лактатне ацидозе у тешким болестима је непозната, међутим, повећање кисело–базних вредности код тешко оболелих указује да њену учесталост, што повећава морбидитет и морталитет у тешким болестима.

## Патогенеза
У патогенези лактатне ацидозе лежи дисбаланс између продукције и реутилизације лактата.Лактатна ацидоза у шећерној болести, може бити присутна и у асимптоматском облику.
Лактати су крајњи производи анаеробне гликолизе. Анаеробни метаболизам од 1 мола глукозе генерише 47 kcal и 2 мола лактата. То је отприлике само око 7% калорија од оне енергије која се ствара потпуном оксидацијом глукозе (673 kcal). 
Оксидација 2 мола лактата генерише 652 kcal. У тешко оболелих, са израженом централном хипоксијом, продукција лактата, и њихово претварање у енергију, може да се користи као извор енергије од стране срца и ЦНС
Док је лактатна или млечна ацидоза најчешћи узрок метаболичке ацидозе у хоспитализованих пацијената, етиологија поремећене оксигенације ткива је променљива. Најчешће је лактатна ацидоза повезан са системском хипоперфузијом (тип А лактатна ацидоза), која доводи до повећаног анаеробног метаболизма. Зато је рано препознавање клиничке слике хипоперфузије од суштинског значаја, за даљи ток лечења поремећаја. Поред тога, ако постоји и хипоперфузија, рана обнова перфузије је неопходна да се спречи или ограничи вишеструка органске дисфункције, као и да се смањи смртност. 
У околностима у којима хипотензија или системска хипоперфузије нису присутни (тип Б лактатна ацидоза) њене узроке треба истражити. Допунска истраживање клиренса лактата као неинвазивна метода, у многим модалитетима болести може дати увид у исход и узроке поремећаја. 
Патофизиолошка подела лактатне ацидозе
| ХИПОКСИЧНА                         | НЕХИПОКСИЧНА |
| ---------------------------------- | --- |
| Исхемија                           | Поремећај клиренса                                                                                              |
| Шок, анемија, срчани застој        | Дисфункција јетре и бубрега                                                                                     |
| Тровање угљен-моноксидом           | Сепса, дефицит тијамина, катехоламински ексцеси, алкохолна и дијабетесна кетоацидоза                            |
| Општа хипоксија                    | Поремећај пируват дехидрогеназе                                                                                 |
| Поремећај дисања                   | Дисфункција пируват дехидрогеназе                                                                               |
| Астма, ХОБП, асфиксија             | Цијаниди, салицилати, метанол, метаболити етилен гликол, антиретровирусни лекови, бигуанид, валпорична киселина |
| Регионална хипоперфузија           | Поремећај аеробне гликолизе                                                                                     |
| Лимбична и мезентеријална исхемија | Сепса, малигнитет                                                                                               |

### Настанак лактата
Анаеробни метаболички пут, познат и као гликолиза, први је корак у метаболизму глукозе, који постоји у цитоплазми готово свих ћелија. Крајњи производ овог пута је пируват, који онда може да дифундује у митохондрије где се метаболише у угљен-диоксид, што је енергетски ефикасан метаболички пут, познат и као Кребсов циклус. Метаболизам глукозе, њеним преласком у пируват такође доводи хемијске редукције ензима, кофактора оксидационе форме никотин дехидрогеназе (NAD+), до никотин дехидрогеназе (NADH).
Еритроцити су у стању да изврше гликолизу, међутим, како ове ћелије немају митохондрије они не могу да користе кисеоник за производњу аденозин трифосфата (АТР). Пируват формиран током гликолизе метаболише се уз помоћ ензима лактат дехидрогеназе у лактат. 
Анаеробни пут је веома неефикасна, и само 2 мола АТР се утроше за сваки молекул глукозе који се преведе у лактат. Лактат након изласка из ћелија конвертује се у пируват и потом аеробно метаболише у угљен-диоксид и АТР. Срца, јетра и бубрези могу користе лактат на овај начин.
Ткиво јетре и бубрега може на алтернативни начин да користити за производњу глукозе лактат преко другог пута, пута глуконеогенезе. 
Метаболизам глукозе у лактат у појединим ткивима, као што су црвена крвна зрнаца, одвија се преко процеса који се назива „Коријев циклус.“ Кори циклус је кружење лактата или млечне киселине који настају у мишићима при анаеробном метаболизму. Јетра трансформише лактат у глукозу. Када потребе за молекулима ATP-а премаше количину кисеоника која стиже до ћелија, мишићне ћелије стварају ATP ферментацијом лактата. Ово омогућава регенерацију NAD+-а (никотинамид аденин динуклеотида) тако да гликолиза може да се настави. Након што настане лактат дифундује у крвоток, одакле се уклања из крви, пре свега у јетри, бубрезима (10-20%) и скелетним мишићима (у мањој мери). Способност јетре да апсорбује лактат зависи од концентрације - тј да ли се постепено смањује као и од нивоа повећања лактата у крви. Након што лактат доспео до јетре, он се у њој трансформише натраг у пируват и потом у глукозу (путем глуконеогенезе). Ова глукоза се враћа у крвоток одакле може да буде искориштена од стране мишићних ћелија или ускладиштена као гликоген. Главна сврха овог процеса је да се мишићи посвете стварању ATP молекула, док се други орган, јетра бави прерадом лактата.
Кардиопулмонална инсуфицијенција, сепса, трауме, недостатак тиамина, нежељени ефекти лекова и токсина, онколошка патологије, и разне стечене и урођене болести могу довести до лактатне ацидозе.

### Метаболички аспекти продукције лактата
Концентрација лактата у плазми зависи од нивоа производње и нивоа искоришћености од стране различитих органа. Концентрација лактата у крви у нормалним стањима одржава се испод 2 mmol/L, иако је промет лактата код здравих људи, у току мировања, око 1.300 mmol у току 24 часа. Произвођачи лактата у организму човека су скелетни мишић, мозак, желудац, и еритроцити. 
Метаболизам лактата се одвија у јетри, бубрезима и срцу. Када концентрација лактата у крви пређе ниво од 4 mmol/L скелетни мишићи постају основни потрошачи лактата.
Као што је већ наведено лактати су нуспродукт гликолизе, која се одвија у цитосолу уз помоћ катализатора, ензима лактат дехидрогеназе, као што је приказано у формули: 
Ово је реверзибилна реакција која фаворизује синтезу лактата са лактатним пируватом у односу који је обично на 25:1. Синтезе лактата расте када ниво створених пирувата у цитосолу пређе ниво њихове искоришћености од стране митохондрија. Ово се дешава након наглог пораста метаболизма или када је доток кисеоника у митохондријама у паду, као што је то у условима ткивне хипоксије. Синтеза лактата такође може настати и када ниво метаболизма глукозе превазиђе оксидативни капацитет митохондрија, посматрано у склопу функције катехоламина или грешака у метаболизму.

### Метаболизам енергије у ћелији и стварање лактата
Ћелије захтевају континуирано снабдевање енергијом која им је неопходна за синтезу протеина. Ова енергија се акумулира у молекулима аденозин трифосфата (АТР). Енергију за рад ћелије добијају директно, у реакцији разлагања молекула аденозин трифосфата (АТП). Ова реакција се може изразити једначином: 
ATP (аденозин трифосфата) = ADP (аденозин дифосфат) + P (фосфат) + E (енергија)
У присуству адекватне количине кисеоника, ћелије у митохондријама користе аденозин дифосфат (ADP), фосфат (P) и водоник (Н+) да супротним процесом реконституишу аденозин трифосфата (АТР). Ова реакција се може изразити једначином: 
ADP + P + E = ATP
Ресинтеза АТР се врши у анаеробним и аеробним процесима. Овде се заправо ради о тзв. везаним реакцијама, јер се енергија ослобођена при једној реакцији одмах укључује у другу реакцију и обрнуто.
Током хипоксије, или у анаеробним условима, настаје хидролиза АТР која доводи до нагомилавања водоника (Н) и фосфата (Р) у цитосолу ћелије. Тако настали продукти хидролизе АТР постају узрок ћелијске ацидозе током хипоксије, и неформирање лактата из глукозе, који се не троше и стварају Н+. Процес гликолитизе може се представити следећом једначином:
D глукоза + 2 ADP + 2 P = 2 лактат + 2 ATP
Хидролизом 2 АТР молекула насталих у метаболичком процесу глукозе као производи настаје Н+, ADP, и Р, према једначини која следи:
2 ATP = 2 ADP + 2 P + 2 Н+ + Е (енергија)
Када је снабдевање кисеоником адекватно, ови метаболити се у митохондријама цитосола рециклирају у аденозин трифосфата (АТР)а концентрација лактата расте без ацидозе. С друге стране, у ћелијској хипоксији, једначина анаеробне гликолизе има следећи облик:
D (глукоза) = 2 лактат + 2 H+ + Е (енергија)
Други ћелијски извор анаеробног АТР је аденилат реактивна киназа, такође називана и реакција миокиназне, у којој 2 молекула ADP заједно формирају АТР и аденозин монофосфат (АМР).
ADP = AMP + P + H+ + Е (енергија)
Ова реакција доводи до повећања нивоа унутарћелијског нивоа аденозин монофосфат (АМР), фосфата (Р) и јона водоника (Н+). На овај начин јони водоника (Н+) могу да се повећају током хипоксемије без значајног пораста концентрације лактата у ћелији.

### Ћелијски транспорт лактата
Унунтраћелијским нагомилавањем лактата ствара се разлика у концентрацијама молекула и јона, која фаворизује излазак лактата из ћелије. У тим условима лактати, кроз ћелијску мембрану напуштају ћелију у замену за хидроксилне анјоне (ОН-), што зависи од пХ вредности и стања транспортних система ћелије. Механизам унутарћелијског транспорта лактата заснован је на дисоцијација воде у ОН- и Н+. Ванћелијски Н+ у комбинацији са лактатом, након напуштања ћелије, образује млечну киселину, док се истовремено унутарћелијски ОН- везује за Н+ и доводи до хидролизе ATP. Тако, ћелијски транспорт лактата омогућава да умерено повећање нивоа цитосолне Н+ одвија у новонасталим анаеробним условима, хидролизом аденозин трифосфата.

## Категорије лактатне ацидозе
Коен и Вудс (Cohen and Woods) лактатну ацидозу деле у две категорије; тип А и тип Б.

### Тип А лактатна ацидоза
Овај тип лактатне ацидозе настаје у условима хипоперфузије и ткивне хипоксије, због смањеног снабдевања организма кисеоником у току срчане и бронхо-плућне болести, анемије, шока... Може бити изазвана хиперпродукцијом лактата или недовољном реутилизацијом лактата. 
- Хиперпродукција лактата, најчешће настаје у циркулаторним и плућним поремећајима, као последица нарушена функције хемоглобина.
- Недовољна реутилизација лактата, јавља се у болестима јетре, као и условима инхибиције глуконеогенезе, недостатка тиамина и невезане оксидативне фосфорилације.

### Тип Б лактатна ацидоза
Тип Б лактатна ацидоза настаје након смањеног клиренса лактата у условима нарушене циркулације и оксигенације крви (конвулзије, шећерна болест туморски процеси, ацидоза), или због отежане глуконеогенеза у јетри и инсуфицијенције бубрега.
Тип Б лактатна ацидоза подељена је у три подгрупе на основу примарних етиолошких фактора који су карактеристични за сваку групу посебно:
Тип Б1 лактатна ацидоза
Овај тип лактатне ацидозе јавља се код системских болести, као што су шећерна болест, исхемија, тежи поремећаји метаболизма сидеропенична анемије, алкохолна кетоацидоза, панкреатитис, малигнитет (леукемија, лимфом, рак плућа), инфекција, јетрена и бубрежна инсуфицијенција, конвулзије, топлотни удар, феохромоцитом, недостатак тиамин, синдром кратког црева, и други синдроми поремећаја апсорпције угљених хидрат.
Тип Б2 лактатна ацидоза
Тип Б2 лактатна ацидоза јавља се након уноса у организам одређених врста лекова и токсина, који су наведени у доњој табели.
Неки лекови и токсичне супстанце које могу изазвати тип Б2 лактатну ацидозу 
| Лекови | Токсичне материје | Остало |
| --- | --- | --- |
| - Ацетаминофен - Бета-адренергички агенси (епинефрин, ритодрин, тербуталин) - Бигваниди (фенформин, метформин) - 5-Флуороурацил - Халотан - Сулфасалазин - Изониазид - Пропофол - Салицилати | - Алкохоли и гликоли (етанол, етилен гликол, метанол, пропилен гликол) - Кокаин - Цианогена једињења (цијанид, алифатични нитрили, нитропрусид) - Диетил етар - Стрихнин | - Антиретровирусни нуклеозидни аналози (зидовудин, диданозин, ламивудин) - Гвожђе - Валпроична киселина - Шећери и шећерни алкохоли (фруктоза, сорбитол, ксилитол) |

Студија Салпетера и сарадника из 2010. године није открила да орални антихипергликемијски лек метформин, упркос тврдњи и забринутости многих лекара и фармацеута, изазива лактатну ацидозу. То јест да она није повезана са повећаним ризиком за развој лактатне ацидозе код болесника који су користили овај лек, у поређењу са болесницима који су користили друге антихипергликемијске медикаменте.
Тип Б3 лактатна ацидоза
Овај тип лактатне ацидозе узрокују урођени поремећаји у метаболизму, као што су недостатак глукоза-6-фосфатазе (вон Гиеркеова болест), недостатак фруктоза-1,6-дифосфатазе, недостатак пирувазе, недостатак карбоксилазе, недостатак пируват дехидрогеназе, оксидативни поремећај фосфорилације и метилмалонична ацидурија.

## Клиничка слика
Клиничка слика лактатне ацидози обично се развија акутно (унутар неколико сати), а продроми су обично одсутни или атипични. Симптоми који доминирају клиничком сликом у лактатној ацидози су; 
- осећај изражене слабости, замора или поспаност,
- трбушне сметње, повраћање и болови у трбушној дупљи,
- сметње при дисању (убрзано дисање, осећај недостатка ваздуха),
- неуобичајени болови у мишићима,
- осећај топлоте, праћен грозницом (температура тела > 38,5°C) или осећај хладноће, са или без хипотермије (температура тела 35°C).
- вртоглавица или несвестица,
- успорен или неправилан рад срца .

Међу наведеним симптомима преовлађујући су они од стране кардиоваскуларног система, који се у суштини погоршавају променом у контрактилности срчаног мишића под утицајем ацидозе, У динамици болести стање пацијената се непрестано прогресивно погоршава: са растом ацидоза може да се појави бол у трбуху и повраћање. Могу се јавити и различите неуролошки симптоми; спастичке парезе арефлексија и хиперкинезија.
Пре развоја хиповолемије и шока (праћеног губитком свести), дисање постаје Кусмаулово и праћено је тешком метаболичком ацидозом, ануријом и хипотермијом. На ове промене надовезују се интраваскуларна коагулација, интраваскуларна тромбоза, најчешће са хеморагичном некрозом у прстима руку и ногу. 
Брзи развој лактатне ацидозе (у свега неколико сати) и у до 80% случајева завршава смртним исходом.
Клинички знаци обично указују ткива хипоперфузије. Тешке хипотензија, олигурија или анеуриа, погоршава психичко стање, и тацхипнеа увек су присутни када узрок лактатне ацидозе је ткиво хипоксемијом.
Клинички знаци погоршане ткивне перфузије укључују следеће:
- Хипотензија
- Сензомоторни поремећаји
- Вазоконстрикција периферних крвних судова
- Олигурија (смањено измокравање)

Клиничка знаци који се могу јавити у лактатној ацидози као закаснеле манифестације шока, које су заправо релативни знаци хипоперфузије:
- Тахипнеја (убрзано дисање)
- Хипотензија (пад крвног притиска)
- Погоршање менталног статуса
- Кусмаулова хипервентилација (отежано и дубоко дисање) са дужим периодима апноичне паузе, може се јавити уколико је интензитет промена у ацидози довољан да изазове одређени ниво респираторне компензације.
- Знаци сепсе, праћени грозницом (> 38,5°C) или хипотермијом (35°C), и специфичним локалним променама у захваћеном органу.

## Дијагноза
У акутном стању код нарушене респираторне функције плућа ацидоза настаје због хипервентилације (форсираног дисања) које доводи до релативног смањења парцијалног притиска кисеоника. Док код је код бубрежне инсуфицијенција она последица компензационих механизама који условљавају реапсорпцију НСО3-. Ово су и најчешћи узроци метаболичке ацидозе у хоспитализованих пацијената. Лактатна ацидоза, препознаје се по стању метаболичке ацидозе, али и по повишеној концентрације лактата у плазми, једног од многих анјона који у метаболичкој ацидози и може да доведе од бројних поремећаја.
Полазећи од наведених поремећаја у метаболизму дијагноза лактатне ацидоземоже се може поставити на основу „нејасног“ пада пХ крви (без хипергликемије), било због примарног повећања броја јона водоника (Н+), или смањене концентрације бикарбоната (НСО3-), са умереном хиперкетонемијом. 
Дијагнозу лактатна ацидозе потврђује налаз пХ крви, који је код испод 7,25 и повишена концентрација лактата у крвној плазми, изнад 5 mmol/L.
|                | mg/dL    | mM      |
| -------------- | -------- | ------- |
| Венска крв     | 4.5–19.8 | 0.5–2.2 |
| Артеријска крв | 4.5–14.4 | 0.5–1.6 |

## Диференцијална дијагноза[27]
| Стања које могу узроковати лактатну ацидозу | Диференцијално дијагностички треба имати у виду ова стања |
| --- | --- |
| - Урођени поремећаји метаболизма - Недостатак пируват дехидрогеназа - Поремећај оксидативне фосфорилације - Кардиогени (срчани) шок - Кардиогени (срчани) плућни едем - Недостатак пируват карбоксилазе - Недостатак глукоза-6-фосфатазе | - Алкохолна кетоацидоза - Анемија - Метаболичка ацидоза - Респираторна инсуфицијенција - Бактеријама изазвана сепса - Септички шок - Шок и трудноћи - Дистрибутивни или хиповолемијски шок - Хеморагични шок - Тровање салицилатима |

## Терапија
Терапија лактатне ацидозе заснива се пре свега на реоксигенацији ткива, која има за циљ да заустави даљу продукцију лактата. Одговарајућим мерама у које спада и лечења шока, обнавља се запремина циркулишућих течности, побољшава или повећава функција срца, прокрвљује исхемијска област, и отклања низ циркулационих поремећаја који су доводи до ткивне хипоксије у сепси. У лечењу лактатне ацидозе примењују се:

### Примарна терапија
Натријум бикарбонат
Интравенска примена раствора бикарбоната, у високим дозама (понекад и вишим од 2.000 mmol), спроводи се до нормализације пХ крви. Новији терапијски аспекти заснивају се на примени еквимоларне количине натријум-бикарбоната и натријум-карбоната.
Уклањање узрока
Прекидом узимања неодговарајућих лекова или других токсичних материја зауставља се даљи процес продукције лактата. Уколико је терапија бигванидима узрок лактатне ацидозе препоручује се дијализа, како би се што пре одстранио лек из крви.
Регулација хипотензије
Регулацијом ниског крвног притиска или хипотензије, спречава се или уклања хиповолемијски шок. 
Хемодијализа
Да би се избегла избегла пратећа хипернатријемија, у таквим случајевима препоручује се примена хемодијализе. Изузев код хипонатремије аутори бројних студија закључили су да континуирана дијализа не може да смањи хиперпродукцију лактата, и да вероватно није од користи њена примена.
Артифицијелна вентилација
У циљу елиминације угљен-диоксида може се спроводити вентилација плућа.

### Остала терапија
Остала терапија у лактатној ацидози заправо се заснива на примени многих супстанци које за сада имају само теоријске предности, јер њихова ефикасност у односу на бикарбоната није потпуно доказана, или није показала већу ефикасност код људи. У ову групу медикамената спадају:
Карбикарб
Карбикарб је комбинација натријум карбоната и натријум бикарбоната. По пуферској способности он је упоредив са бикарбонатима али се његовим уносом на повећава продукција СО2. Како је ова предност карбикарба само теоријска не треба фаворизовати његову употребу у односу на бикарбонате, јер нема поузданих доказа да код људи карбикарб даје боље резултате.
Дихлороацетат 
Натријумдихлоро–ацетат није пуфер, али је лек који има за циљ да стимулише метаболичко искоришћавање лактата и њихово превођење у пирувате, путем стимулације пируват дехидрогеназе. Овим процесом дихлорацетат заправо доводи до побољшане искоришћености лактата и повећава ниво аденозин-трифосфат (АТР) у ткивима. Лек стимулише искоришћење глукозе и инхибира глуконеогенезу, чиме се смањује хипергликемије код особа са шећерном болешћу. Дихлороацетат инхибира липогенезу и генезу холестерола, чиме се смањује и количина циркулишућих липида и липопротеина код болесника са стеченим или наследним поремећајима метаболизма липопротеина. Стимулишући активност PDH, дихлороацетат олакшава оксидацију лактата и смањује морбидитет kod стечених и урођених облика лактатне ацидозе. Међутим, многе проспективне студије нису успеле да докажу његову ефикасност.
Коензим Q
Л-карнитин и рибофлавин је медикамент који се користе у лечењу лактатне ацидозе узроковане антиретровиралном терапијом, код нпр ХИВ инфекције, без јасних и дефинитивних доказа о његовој ефикасности.

## Исход
Вредности лактата у плазми, према досадашњим сазнањима, у директној су корелацији са интензитетом ткивне хипоперфузије у шоку, што може бити и у корелацији са повећаним морталитетом. Код болесника са нивоом серумских лактата изнад 4 mmol/L преживљавање (нпр код сепсе или шока) присутно је у само 11% тешко оболелих на интензивној нези, ако ацидоза упорно перзистира и после 24 часа. Зато концепт праћења клиренса лактата треба да буде у фокуса праћења и третмана сепсе. Друге студије показале су повезаност између 12-часовног раста концентрације лактата изнад 2,5 mmol/L и отказа функције мултисистемских органа.
Тако основу дужине трајање повећаног нивоа млечне киселине у серуму, најчешће може и да се предвиди морбидитет и морталитет. Абрамсон са сарадницима, у својим истраживањима утврдили су да је вероватноћа 100% преживљавања код болесника код којих је нормализација концентрације лактата у серуму (< 2 mmol/L) постигнута у првих 24 часа након вишеструке трауме, 78% преживљавања ако се нормализација догодила у 24-48 часова само 14% преживљавања, ако се то догоди после 48 часова.
Ниво лактата у прогнози исхода лактатне ацидозе може се користити само као један од показатеља, који има свој значај искључиво у у комбинацији са клиничким налазима и другим параметрима праћења поремећаја у крвотоку, и никако као одлучујући индикатор тежине болести. Он пружа важне информације које се односе на побољшање перфузије и спроведене реанимације, али то се увек мора разматрати у контексту тренутне клиничке слике и захтева понављајуће процене стања ацидозе након сваке промене у клиничкој слици.